# نشاط يدوي
العمل هو الجهد العضلي والجهد الجسدي الذي بموجبه يحول الإنسان الطبيعة، ويرتبط مفهوم الشغل في التمثل الشائع بالعمل اليدوي، ويقصي العمل الفكري كفاعلية يمكن أعتبارها شغلاً.
وتختلف طبيعة النشاطات اليدوية بين مجتمع وآخر، وتعتمد على نوعية العمل اليدوي، كالنجارة والحدادة والنحت والحياكة والخياطة وغيرها، والأعمال اليدوية هي من الأعمال الرابحة تجارياً في الدول الفقيرة، وتحتل مكانة في أقتصاديات الدول النامية، ومع ذلك هنالك المعاناة لأولئك العمّال الذين يبحثون عن لقمة عيشهم، ويكون أجر العامل في بعض الأحيان زهيدا وغير كفيل للعيش وتسديد ماعليه من مستحقات بالإضافة إلى الظروف القاسية للعمل.

## أهمية العمل في حياة الإنسان والمجتمع
يحتل العمل مكانة مهمة في حياة الإنسان فهو ميدان نشاطه المنتظم المنتج وهو ميدان أساسي بعد المدرسة تظهر فيه قدرات الفرد وكفاءاته ومهاراته وقد يكون المصدر الرئيس الذي يحصل بوساطته على المورد اللازم له للإنفاق من أجل معاشه ويشكل العمل في البيئة التي يعيش فيها جزءاً من حياته ثم إن العمل ميدان يجتمع فيه الفرد مع الآخرين كنوع من العلاقات الاجتماعية ويضاف إلى ذلك أن العمل يضع الفرد في مستوى اجتماعي اقتصادي معين ومما يزيد من أهمية العمل في حياة الفرد أنه قد يكون مصدر سعادته أو شقائه، فإذا كان العمل متناسباً مع قدراته وميوله وآماله كان مصدر سعادة له أما إذا وجد التنافر بين العمل وقدرات الفرد وآماله وميوله وطموحه كان مصدر شقائه.
ويُعد العمل الوسيلة التي تلبي حاجات المجتمع من ناحية الفرد المستهلك من جهة والمنتج من جهة أخرى، ومن ثمَّ لابد من تنظيم الأفراد في الأعمال التي تلزم المجتمع.
ومن أجل ذلك تهتم الدراسات الاقتصادية والاجتماعية بالبحث عن جدوى العمل في مختلف الميادين، فالعلوم التي تهتم بالعمل كثيرة ومتنوعة مثل علم النفس والفيزيولوجيا والطب والهندسة والاقتصاد والقانون وعلم الاجتماع وقد زادت هذه العناية مع تطور حياة الإنسان وتعقدها ومن ثم تطور شروط العمل ومتطلباته وتعقده.
العمل اللائق، من وجهة النظر الاقتصادية هو العمل المنتج الذي تكون فيه الحقوق محمية يدر دخلاً كافياً مع توفر حماية اجتماعية كافية وهو يعني أيضاً العمل الكافي بمعنى أن تتوافر للجميع الإمكانات التامة للوصول إلى فرص كسب الدخل وهو يفتح الطريق أمام التنمية الاقتصادية والاجتماعية أي الطريق الذي يمكن فيه تحقيق العمالة والدخل والحماية الاجتماعية من دون النيل من حقوق العمال ومن المعايير الاجتماعية.
أما العمل اللائق من وجهة النظر الأخلاقية فيعني بذل الجهد لغاية اجتماعية تنتفي عنها المصالح الفردية، وتتجسد فيها مصالح الآخرين لضمان حقوقهم أو دفع الأذى عنهم أو جلب المنافع المادية والمعنوية لهم الأمر الذي يجعل أفراد المجتمع في تضافر وتساند وليس في صراع وتنافر.

## مستويات العمل
يمكن أن يُميز بين عمل وآخر من حيث مستواه استناداً إلى نواح عدة:
- يتطلب العمل جهداً أو طاقة تصرف، وتكون المقارنة من هذه الجهة إذا تساوت الشروط الأخرى بين عملين وكان الأول يتطلب طاقة أكثر مما يتطلبه الثاني، كان الأول من مستوى أعلى.
- يتطلب العمل إعداداً، كما يتطلب قدرات لدى الفرد، فإذا تساوت الشروط الأخرى بين عملين وكان الأول يتطلب قدرات أعلى وتدريباً أطول في مدته، كان الأول من مستوى أعلى من الثاني.
- والعمل يقود إلى نتائج معينة أو تترتب عليه نتائج معينة، فإذا تساوت الشروط الأخرى بين عملين وكان الأول يعطي نتائج تفوق في قيمتها قيمة نتائج الآخر كان الأول من مستوى أعلى.
- والعمل له دخل معين أو أجر أو مرتب، وهو ما يدل على مستوى العمل.[1]

## كيف حث الإسلام على العمل
العمل هو المجهود الذي يبذل في عمل معين ويقوم بفعله الإنسان وينتج عن كل ذلك منتوج معين يحقق مصالح شخصية أو مصالح عامية تساهم في قضاء حوائج الناس وقد حث الإسلام العظيم ومن هذا المنطلق على القيام بالعمل والسعي إلى العمل الذي يكسب الإنسان الرزق الذي يساهم في توفير حياة كريمة لصاحب العمل وأهله وقد حث الإسلام على هذا الأمر بشكل كبير جدا حيث أنه أكد على ضرورة المسير في هذا الجانب وذلك من خلال الخروج في الأرض بحثا عن الرزق وقد دل قول الله جل في علاه على أهمية هذا الأمر في كتابه الكريم فقال الله عز وجل في كتابه العظيم: «فانتشروا في الأرض وابتغو من فضل الله» ولعل هذه الآية خير شاهد ودليل على أهمية أمر السعي في الأرض من اجل ايجاد عمل يوفر للإنسان وأهله حياة كريمة وذلك أن الإسلام حرص على حصول الإنسان على حياة كريمة والتي تكون بطاعة الله عز وجل أولا ثم بالسعي والمسير في طريق الرزق، وقد حرص الإسلام العظيم وذلك من خلال رسول الله صلى الله عليه وسلـم على التنبيه على هذا الأمر فنبه رسول الله ﷺ على أنه لا يستوي من أكل من عمل يديه وتعبه ونصبه ومن أكل من تعب غيره بدون حاجة أو مناسبة فعبر رسول الله ﷺ عن ذلك كله بقوله: (ما أكل أحد طعاما قط خيرا من أن يأكل من عمل يده، وإن نبي الله داوود عليه السلام كان يأكل من عمل يده) وفي هذا الحديث والكلام لرسول الله ﷺ خير شاهد ودليل على حث الإسلام العظيم بشكل واضح العباد والناس على السعي لكسب الرزق والمال الذي يكفل للإنسان عيش حياة كريمة ومريحة، وكما أن الإسلام العظيم قد رفع من قيمة العمل فانه وفي ذات الوقت قد قام بذم القعود عنه والركون والتواكل والاتكال على الآخرين حتى يقوموا بتوفيره المأكل والمشرب ونحو ذلك من الأمور التي تحتاج إلى العمل والجد والاجتهاد من أجل توفيرهم وقد كان الإسلام العظيم قد ذم في هذا الأمر في حال كان الإنسان قادرا على العمل والعطاء ولكنه يرفض كل ذلك طمعا في الصدقات والهبات التي يمكن أن يحصل عليها بالمجان وبدون أي تعب وذلك عن طريق التسول مع ما يحمله هذا الفعل من ذل يعود على صاحبه في الدنيا مصاحبا إياه المهانة وسواد الوجه وقد كان رسول الله ﷺ قد حذر من هذه الفعلة وهذا الأمر فقال عليه الصلاة والسلام: (ما يزال الرجل يسأل الناس حتى يأتي يوم القيامة وليس في وجهه مزعة لحم) وقد كان الإسلام قد حث على ضرورة الصدق في العمل وذلك من خلال وصية النبي ﷺ الذي قال فيها التاجر الأمين الصدوق المسلم مع النبين والشهداء يوم القيامة وفي هذا دلالة على أن الإسلام قد أباح وحث على التجارة والعمل ولكن بشرط أن يتوفر في هذا العمل وهذه التجارة الصدق والأمانة.

## إتقان العمل
إتقان العمل معناه أن يؤدّى العمل دون خلل أو نقص، والالتزام فيه بالمواصفات والمقاييس والضّوابط والتّقنيات المعمول بها في مثله، وأداؤه في وقته المحدّد دون تأخير، وهو ما يعبّر عنه في الإسلام بالإحسان. أقَرَّ الإسلام بوجوب إتقان العمل، فلا يجوز ولا ينبغي للمسلم أن يهمل عمله أو يسوّفه ويقصّر في تأديته على الوجه المطلوب، والأدلة على ذلك كثيرة منها، يقول تعالى: ﴿وَأَنْفِقُوا فِي سَبِيلِ اللَّهِ وَلَا تُلْقُوا بِأَيْدِيكُمْ إِلَى التَّهْلُكَةِ وَأَحْسِنُوا إِنَّ اللَّهَ يُحِبُّ الْمُحْسِنِينَ ۝١٩٥﴾ [البقرة:195] . إنّ الإحسان ذو جانبين، عمل الحسن أو الأحسن ثمّ الشّعور أثناء العمل بأنّ الله يرانَا أو كأنّنا نراه، وهذا هو تعريف الرّسول ﷺ للإحسان بأن: “تَعبُد الله كأنّك تراه، فإن لم تكُن تراه فإنّه يَراك”. ويقول عزّ وجلّ: ﴿الَّذِي خَلَقَ الْمَوْتَ وَالْحَيَاةَ لِيَبْلُوَكُمْ أَيُّكُمْ أَحْسَنُ عَمَلًا وَهُوَ الْعَزِيزُ الْغَفُورُ ۝٢﴾ [الملك:2] ؛ أي يبتلينا ليرى أيُّنا أفضل عملاً، من حيث العمَل الصّالح، وجودة ما عمل، وفي السنة أمرنا رسول الله ﷺ بالإتقان، حيث قال: “إنّ الله كتب الإحسان على كلّ شيء”، وكتب يعني فرض، والإحسان: الإتقان. كما أنّ الإتقان في العمل هو من باب أداء الأمانة على أحسن وجه، وهي من الأخلاق المهمّة الّتي يجب أنْ يتَّصِف بها العامل، يقول نبيّنا ﷺ مُؤَكِّدًا على أهميَّة الأمانة: “لا إيمان لِمَن لا أمانة له”، ويقول كذلك: “أدِّ الأمانة إلى مَن ائتَمنَك، ولا تخُن مَن خانَك”. ومن القِيَم الخُلقيَّة المهمَّة في مجال العمل والإنتاج إحسانُ العمل وإتقانُه، ذلك أنَّ ديننا الإسلامي يَحُضُّنا على إتقان الأعمال وزِيادة الإنتاج، ويعدُّ ذلك أمانة ومسؤوليَّة، فليس المطلوب في الإسلام مجرَّد أن نقوم بالعمل كيفما اتّفق، بل لا بُدَّ من الإحسان والإجادة فيه وأدائه بمهارة وتميّز وإحكام؛ فذلك مدعاة لنَيْل محبَّة الله ومرضاته سبحانه، يقول النّبيّ ﷺ: “إنَّ الله يُحِبُّ إذا عمِل أحدُكم عملاً أنْ يُتقِنه”. ومن العوامل المساعدة على إتقان العمل الإخلاص لله عزّ وجلّ واستشعار مراقبته واعتبار العمل الّذي نقوم به وإن كنّا نأخذ راتبًا عليه أن نعتبره عبادة نَتقرَّب بها إليه سبحانه وتعالى.